# توکوروزاوا، سایتاما
توکوروزاوا در استان سایتاما در کشور ژاپن  واقع شده‌است  که دارای جمعیت ۳۳۸٬۵۶۰ نفر و مساحت ۷۱٫۹۹ کیلومتر مربع با تراکم جمعیت ۴٬۷۰۳  نفر در کیلومترمربع است و در تاریخ ۳ نوامبر ۱۹۵۰ به عنوان شهر شناخته شد.